# Touchback (film)
Pour les articles homonymes, voir Touchback (homonymie).
Pour plus de détails, voir Fiche technique et Distribution.
Touchback est un film américain de science-fiction et sur le sport, réalisé et écrit par Don Handfield (en), sorti en 2012.

## Synopsis
Scott Murphy est un jeune joueur de football américain, encore lycéen mais très grand espoir et promis à la plus brillante des carrières, se blesse gravement lors d'un match de la saison étudiante. Cette blessure met définitivement fin à sa carrière et à ses rêves de gloire. Quinze ans plus tard, devenu fermier et père de famille, il se voit offrir une seconde chance : revenir dans le passé et changer ce qui s'est passé…

## Fiche technique
- Titre : Touchback
- Titre original : Touchback
- Réalisation : Don Handfield (en)
- Scénario : Don Handfield (en)
- Musique : William Ross
- Directeur de la photographie : David Rush Morrison
- Montage : Debbie Berman, Ryan Eaton
- Distribution des rôles : Kerry Barden, Paul Schnee
- Décors : Heidi Meyfield, Desi Wolff
- Direction artistique : Roshelle Berliner, Joshua Stricklin
- Costumes : Jane Johnston
- Production : Carissa Buffel, Lisa Kearns, Kevin Matusow, Brian Presley (en), Freedom Films, Anchor Bay Entertainment
- Pays d'origine :  États-Unis
- Genre : Science-fiction, Film sur le sport
- Durée : 118 minutes
- Public :
  -  PG-13 - Parents Strongly Cautioned (Accord parental recommandé, film déconseillé aux moins de 13 ans)
- Date de sortie : 
  -  États-Unis : 13 avril 2012
  -  France : 9 janvier 2013 (directement en DVD)

## Distribution
- Brian Presley (en) : Scott Murphy
- Melanie Lynskey : Macy
- Marc Blucas : Hall
- Kurt Russell : Coach Hand
- Christine Lahti : Thelma
- Sarah Wright : Jenny
- Drew Powell : Dwight Pearson
- Kevin Covais : Todd White
- James Duval : Rodriguez
- Sianoa Smit-McPhee (en) : Sasha

## Récompenses et distinctions

### Récompenses
- Saturn Award 2013 :
  - Saturn Award de la meilleure édition DVD